# Мыглен
Мыглен (болг. Мъглен) — село в Бургасской области Болгарии. Входит в состав общины Айтос. Находится примерно в 10 км к востоку от центра города Айтос и примерно в 27 км к северу от центра города Бургас. По данным переписи населения 2011 года, в селе  проживало 1249 человек.

## Население
| Год     | 1934 | 1946 | 1956 | 1965 | 1975 | 1985 | 1992 | 2001 | 2011 |
| ------- | ---- | ---- | ---- | ---- | ---- | ---- | ---- | ---- | ---- |
| Жителей | 1268 | 1245 | 1066 | 1302 | 1204 | 1344 | 1217 | 1169 | 1249 |

| Национальность  | Человек | Процент |
| --------------- | ------- | ------- |
| болгары         | 41      | 3,57%   |
| турки           | 832     | 72,35%  |
| цыгане          | 266     | 23,13%  |
| не определились | 11      | 0,96%   |
| Всего ответов   | 1150    |         |

|  |